# François Vatel

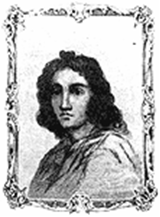
François Vatel

Charles-Fréderic Vatel, meist François Vatel genannt, (* 1631 in Paris; † 24. April 1671 in Chantilly) war der Haushofmeister und Koch des Prinzen von Condé auf Schloss Chantilly und einer der bedeutendsten Küchenmeister seiner Zeit.

## Leben und Wirken
François Vatel hieß eigentlich Fritz-Karl Watel, da er Schweizer Abstammung war und seine Familie aus der Gegend um Zürich stammte. Die französisierte Form des Namens, unter der er heute bekannt ist, stammt aus der Feder von Madame de Sevigné, die ihn nach seinem Tod in literarischer Form pries.
Vatel diente dem Prinzen von Condé bereits während der Zeit der Fronde als Koch, Haushofmeister, Maître de Plaisir und in heutiger Berufsbezeichnung wohl als „Event Manager“. Während der zeitweiligen Emigration des Prinzen nach Spanien (ab 1653) suchte er andere Beschäftigung und fand diese unter anderem bei Nicolas Fouquet. 
Als der „Star“ der französischen Prunk- und Prachtküche dieser Zeit arbeitete er schließlich für Fouquet, den damals reichsten Mann Frankreichs. Das Eröffnungsfestmahl am 17. August 1661 auf Schloss Vaux-le-Vicomte, dessen Prunk und Pomp als Vorwand zur Entlassung und Verhaftung Fouquets diente, entstand unter der Leitung Vatels. Einer der Programmpunkte war die Uraufführung von Molières Stück Les Fâcheux. Die Gäste dinierten von Tellern aus massivem Silber. Nach Fouquets Verhaftung wurden sein Haushalt aufgelöst und seine Güter vom Staat beschlagnahmt. 
Über die Zeit nach diesen Ereignissen und bis zu der erneuten Aufnahme seiner Tätigkeit beim Prinzen von Condé ist nichts bekannt. 
Um das Jahr 1667 trat er wieder in den Dienst des Prinzen von Condé und übernahm sein altes Amt. Er war als Küchenmeister nicht nur für das Zubereiten des Essens zuständig, sondern auch für dessen Präsentation und Darbietung. Dazu gehörten neben den üblichen Schaudarbietungen und exquisiten Kulissenbauten für die themenbezogenen Mahlzeiten auch Feuerwerk und selbst Theaterdarbietungen.
Feste dieser Art konnten sehr hohe Summen verschlingen. Für das große Fest zu Ehren des Königs Ludwig XIV. im Jahr 1671, das zu Vatels Tod führte, wurde die Summe von mehr als 600.000 Écu bei etwa 3000 Teilnehmern veranschlagt.

## Tod
Berchoux zufolge soll Vatel sich am 24. April 1671 bei der Vorbereitung eines Festmahls für König Ludwig XIV. in seinen Degen gestürzt haben, weil eine Fischlieferung zu spät eintraf. Berchoux berichtet die Aufregung, die der Tod bei der Gesellschaft verursachte, und zitiert die Klage von Madame de Sevigné über den mangelnden Ehrbegriff anderer Personen, die sich Vatel als „ein Beispiel nehmen sollten über Verantwortungsgefühl bei einer selbstgestellten Aufgabe.“

## Zugeschriebene Gerichte
Vatel wird die „Erfindung“ der Crème Chantilly zugeschrieben, einer Dessertcreme aus geschlagener Sahne, gezuckert und mit Vanille aromatisiert. Die Legende besagt, dass er für das große Festmahl 1671 in Chantilly diese Kreation zu Ehren des Sonnenkönigs serviert habe.

## Moderne Berichte und Darstellungen
Das letzte Fest von François Vatel wurde 2000 unter dem Titel Vatel mit Gérard Depardieu und Uma Thurman in den Hauptrollen verfilmt, der Film war in der Kategorie „Ausstattung“ für den Oscar nominiert.